# Polygala sanguinea
Polygala sanguinea är en jungfrulinsväxtart som beskrevs av Carl von Linné. Polygala sanguinea ingår i släktet jungfrulinssläktet, och familjen jungfrulinsväxter. Inga underarter finns listade i Catalogue of Life.

## Bildgalleri

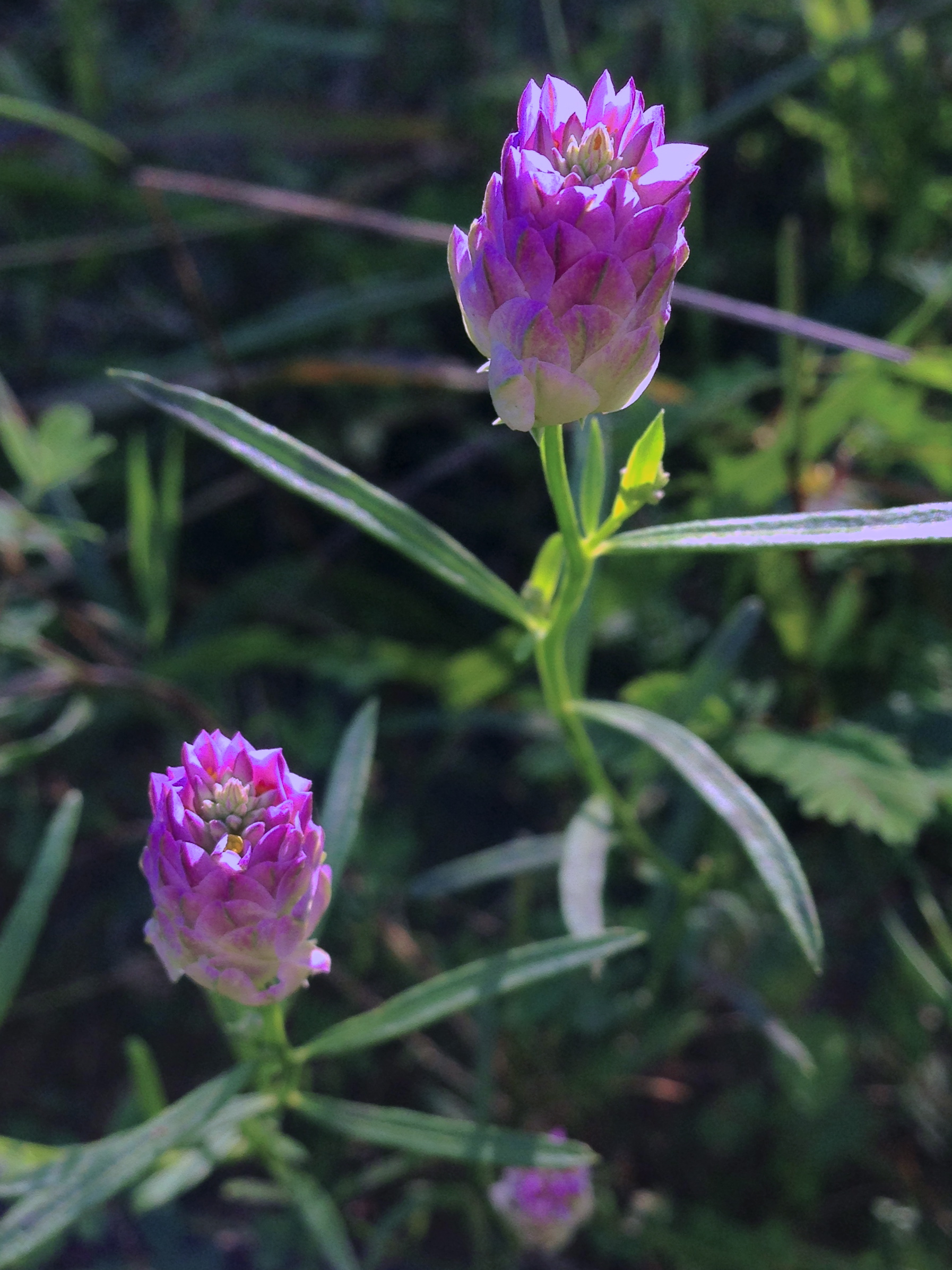
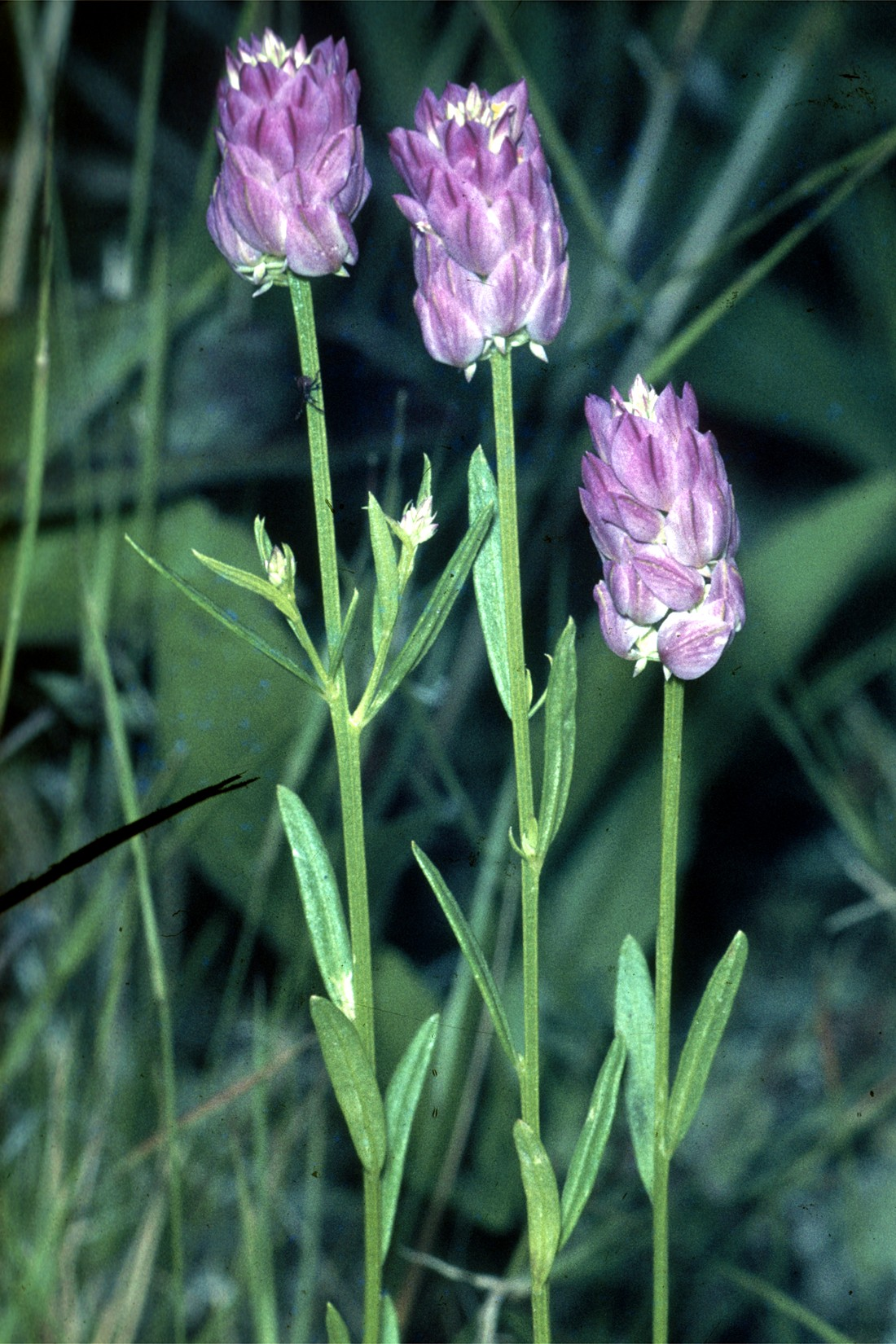